# Trixie Mattel

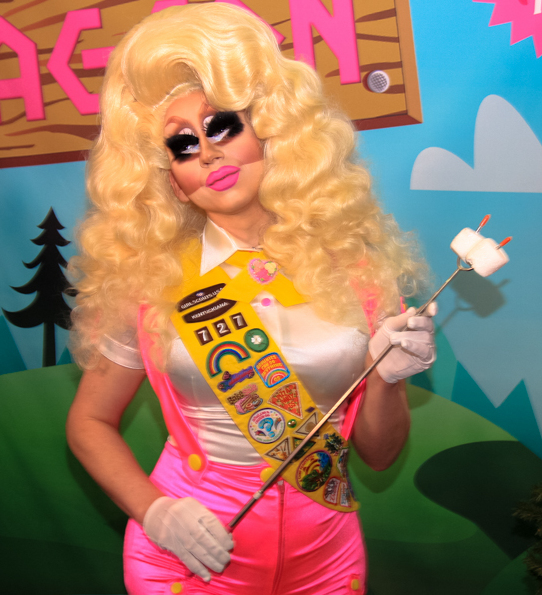
Trixie Mattel

Brian Michael Firkus (Milwaukee, 23 augustus 1989), bekend als Trixie Mattel, is een Amerikaanse dragqueen, reality-tv-persoonlijkheid, dj en country- en folkmuzikant. Firkus stamt af van de Ojibweg. Het tijdschrift New York rangschikte Trixie Mattel als de op drie na invloedrijkste dragqueen in de Verenigde Staten in 2019.

## Carrière
Firkus en zijn broer groeiden op onder problematische gezinsomstandigheden. Firkus' stiefvader was een alcoholist en er was sprake van huiselijk geweld. Zijn stiefvader gaf hem de bijnaam Trixie vanwege zijn vrouwelijke houding, die naam koos hij later als de naam voor zijn drag-personage. Hij verscheen voor het eerst op het podium in drag op 19-jarige leeftijd in een uitvoering van The Rocky Horror Picture Show. Daarna ontwikkelde hij zijn personage Trixie Mattel en werd regionaal bekend.

### RuPaul's Drag Race
Trixie Mattel is vooral bekend als deelnemer aan seizoen 7 van RuPaul's Drag Race in 2015, waar Trixie zesde werd. Mattel is de winnaar van de 3e Drag Race All Stars waarmee Mattel 100.000 dollar won en een jaarvoorraad make-up.
Trixie Mattel is co-host van de populaire webserie UNHhhh en de spin-off The Trixie & Katya Show, samen met actrice Katya Zamolodchikova. Een aparte lijn cosmetica wordt op de markt gebracht onder de naam Trixie Cosmetics. In 2019 kwam de documentaire Trixie Mattel: Moving Parts uit en ging in première op het Tribeca Film Festival.
In juli 2020  werd het boek Trixie and Katya's Guide to Modern Womanhood, dat Mattel samen met Zamolodchikova schreef gepubliceerd. Het boek behaalde de tweede plaats in de Guide-sectie van de bestsellerlijst van The New York Times.

### Muziek
In 2009 verschenen onder de naam Brian Firkus de ep Greener en de singles Where the Grass Is Much Greener en You Belong to Me. Het debuutalbum Two Birds kwam uit in 2017 onder de naam Trixie Mattel en bereikte nummer twee in de Amerikaanse Heatseekers-hitlijsten. Het daaropvolgende album One Stone, kwam op nummer 1 in de Amerikaanse Heatseekers-hitlijsten en wist ook in de Australische top 100 te komen. Het album kreeg goede recensies. Ook in Schotland wist Mattel met de eerste twee albums en de single Moving Parts in de hitlijsten te komen. Na de opmerkelijke successen vestigde zij zich als singer-songwriter en omschreef zijn muziekstijl als "electro-folk". Hij noemt June Carter Cash, Kacey Musgraves en Dolly Parton als muzikale rolmodellen, wier glamoureuze uiterlijk ook de inspiratiebron is voor het personage Trixie Mattel.
Studio-albums
- 2017: Two Birds
- 2018: One Stone
- 2020: Barbara
- 2022: The Blonde & Pink Albums

Ep's
- 2009: Greener (als Brian Firkus)
- 2017: Homemade Christmas
- 2021: Full Coverage, Vol. 1

Singles
- 2017: Mama Don't Make Me Put On the Dress Again
- 2018: Break Your Heart
- 2019: Yellow Cloud
- 2020: Malibu
- 2020: Stranger (feat. Lavender Country)
- 2020: Video Games (cover)
- 2021: Blister in the Sun
- 2021: Jackson (feat. Orville Peck)
- 2018: Drag Up Your Life (RuPaul feat. Trixie Mattel, Kennedy Davenport, BenDeLaCreme, Shangela & BeBe Zahara Benet)
- 2018: Kitty Girl (RuPaul feat. Kennedy Davenport, Shangela, BeBe Zahara Benet & Trixie Mattel)